# Szürke szaltator
A szürke szaltator (Saltator coerulescens)  a madarak osztályának verébalakúak (Passeriformes) rendjébe és a tangarafélék (Thraupidae) családjába tartozó faj. Besorolása vitatott, egyes szervezetek a kardinálispintyfélék (Cardinalidae) családjába sorolják az egész nemet.

## Rendszerezése
A fajt Louis Pierre Vieillot francia ornitológus írta le 1817-ben.

## Alfajai
- Saltator coerulescens azarae d'Orbigny, 1839
- Saltator coerulescens brevicaudus van Rossem, 1931
- Saltator coerulescens brewsteri Bangs & T. E. Penard, 1918
- Saltator coerulescens coerulescens Vieillot, 1817
- Saltator coerulescens grandis (Deppe, 1830)
- Saltator coerulescens hesperis Griscom, 1930
- Saltator coerulescens mutus P. L. Sclater, 1856
- Saltator coerulescens olivascens Cabanis, 1849
- Saltator coerulescens plumbeus Bonaparte, 1853
- Saltator coerulescens plumbiceps S. F. Baird, 1867
- Saltator coerulescens superciliaris (von Spix, 1825)
- Saltator coerulescens vigorsii G. R. Gray, 1844
- Saltator coerulescens yucatanensis von Berlepsch, 1912[2]

## Előfordulása
Argentína, Bolívia, Brazília, Kolumbia, Ecuador, Paraguay, Peru és Uruguay területén honos. Természetes élőhelyei a szubtrópusi és trópusi síkvidéki esőerdők, száraz erdők, mocsári erdők és cserjések, folyók és patakok környéke, valamint legelők, városi környezet és másodlagos erdők. Állandó, nem vonuló faj.

## Megjelenése
Testhossza 21 centiméter, testtömege 49-67 gramm.
|  |

## Természetvédelmi helyzete
Az elterjedési területe rendkívül nagy, egyedszáma pedig stabil. A Természetvédelmi Világszövetség Vörös listáján nem fenyegetett fajként szerepel.